# Новица Максимовић
Новица Максимовић (Сомбор, 4. априла 1988) српски је фудбалер који тренутно наступа за Звијезду 09.